# Steuergefährdung
Steuergefährdung ist nach deutschem Recht (§ 379 AO) eine Steuerordnungswidrigkeit, die begeht, wer
1. Belege ausstellt, die in tatsächlicher Hinsicht unrichtig sind, oder
2. nach Gesetz buchungs- oder aufzeichnungspflichtige Geschäftsvorfälle oder Betriebsvorgänge nicht oder in tatsächlicher Hinsicht unrichtig bucht oder buchen lässt,
3. seiner Verpflichtung, Steuerabzugsbeträge einzubehalten und abzuführen, nicht, nicht vollständig oder nicht rechtzeitig nachkommt,
4. Vorschriften der Verbrauchsteuergesetze oder der dazu erlassenen Rechtsverordnungen
  1. über die zur Vorbereitung, Sicherung oder Nachprüfung der Besteuerung auferlegten Pflichten,
  2. über Verpackung und Kennzeichnung verbrauchsteuerpflichtiger Erzeugnisse oder Waren, die solche Erzeugnisse enthalten, oder über Verkehrs- oder Verwendungsbeschränkungen für solche Erzeugnisse oder Waren oder
  3. über den Verbrauch unversteuerter Waren in den Freihäfen zuwiderhandelt,

und dadurch ermöglicht, Steuern zu verkürzen oder nicht gerechtfertigte Steuervorteile zu erlangen.